# Mizeratka
Mizeratka – część wsi Mychów w Polsce, położona w województwie świętokrzyskim, w powiecie ostrowieckim, w gminie Bodzechów.
W latach 1975–1998 Mizeratka administracyjnie należała do województwa kieleckiego.